# Watchity
Watchity és una plataforma de video engagement que impulsa la comunicació audiovisual de les empreses, organitzacions i entitats públiques. És una solució integral amb tot el necessari per a que els esdeveniments i continguts audiovisuals generin millors resultats.
En l'entorn digital actual, sobrecarregat d'informació, és fàcil que la comunicació no sigui del tot eficaç i eficient. Watchity aposta per l'estratègia del video engagement per fer front a aquesta situació, ja que permet generar continguts més rellevants, una major atenció i implicació de la audiència, un coneixement detallat del rendiment dels esdeveniments/continguts i, en definitiva, millors resultats en la comunicació.
La suite completa de Watchity permet gestionar webinars i esdeveniments interactius des del principi fins al final (inscripcions, e-mails automatitzats, recordatoris, estadístiques, etc.), produir i emetre els esdeveniments/continguts a les xarxes socials, i gestionar un portal propi de video corporatiu en el que s'emmagatzemin tots els fitxers.
Els casos d´ús més freqüents dels usuaris d'aquesta plataforma són per a la comunicació interna, la comunicació externa, el marketing, la formació i la comunicació institucional.
Ha donat servei a empreses com Banc Sabadell, FC Barcelona, Honda Motor Iberia, MediaMarkt, 080 Barcelona i a entitats públiques com el Parlament de Catalunya i el Govern de la Generalitat.

## Notícies destacades
Al febrer de 2018, part de l'equip de Watchity va participar en la fira 4YFN, celebrada en el marc del Mobile World Congress, per presentar la seva innovadora plataforma de producció àgil de vídeo.
Al març de 2018, Watchity va signar un conveni para participar en el projecte "Journalism Innovation HUB" de RTVE, que va néixer amb l'objectiu d'estudiar la transformació digital dels informatius.
Al juny de 2021, Watchity va tancar una ronda de finançament de 500.000€ al costat de Wayra, Enisa i K-LAGAN.
Al juliol de 2023, Watchity va ser finalista dels Premis d'Innovació de Streaming Media.